# Плешенци
Плешенци или Плешанци (на македонска литературна норма: Плешенци) е село в източната част на Северна Македония, община Пробищип.

## География
Землището на Плешенци е 9,6 km2, от които земеделската площ е 914 хектара – 396 хектара обработваема земя, 274 хектара пасища и 244 хектара гори.

## История
В XIX век Плешенци е малко българско село в Кратовска кааза на Османската империя. Църквата „Света Петка“ е от 1883 година. Не е изписана.
Според статистиката на Васил Кънчов от 1900 година Плешанци има 275 жители, всички българи християни.
В началото на XX век българското население на селото е под върховенството на Българската екзархия. По данни на секретаря на екзархията Димитър Мишев („La Macédoine et sa Population Chrétienne“) през 1905 година в Плешанци (Plechantzi) има 304 българи екзархисти и 12 цигани.
Според преброяването от 2002 година селото има 168 жители (92 мъже и 76 жени), в 68 домакинства и 112 къщи.
| Националност     | Всичко |
| северномакедонци | 168    |
| албанци          | 0      |
| турци            | 0      |
| цигани           | 0      |
| власи            | 0      |
| сърби            | 0      |
| бошняци          | 0      |
| други            | 0      |

В 2014 година на формата на името на селото е сменена от Плешанци (Плешанци) на Плешенци (Плешенци).

## Личности
Родени в Плешанци
- Станко Велков, български опълченец, V опълченска дружина[6]
- Тасю Михайлов (р. 1897 - ?), интербригадист[7]